# Karl Martin Born

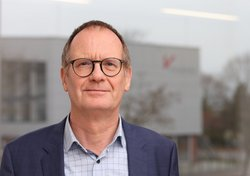
Karl Martin Born (2024)

Karl Martin Born (* 1964) ist ein deutscher Geograph und Hochschullehrer an der Universität Vechta. Seine Forschungsschwerpunkte liegen in der Geographie ländlicher Räume, der Transformation in ländlichen Räumen sowie in der Kulturlandschafts- und Rechtsgeographie.

## Leben
Karl Martin Born studierte von 1986 bis 1992 Geographie mit den Nebenfächern Staatsrecht und Politikwissenschaft an der Georg-August-Universität Göttingen. 1995 wurde er dort mit einer Dissertation zur Erhaltung historischer Kulturlandschaften in den nordöstlichen USA und Deutschland promoviert.
Von 1994 bis 2000 war Born in verschiedenen Projekten als Research Fellow an der University of Plymouth tätig, wo er sich mit rechtlichen und politischen Transformationsprozessen in Mittel- und Osteuropa befasste. Anschließend arbeitete er von 2001 bis 2007 als wissenschaftlicher Assistent an der Freien Universität Berlin. Seine Habilitation erfolgte 2006 mit einer Arbeit über die Dynamik von Eigentumsrechten im ländlichen Raum Ostdeutschlands. Im Anschluss war er dort Privatdozent und Gastprofessor für Anthropogeographie.
Seit 2011 ist Born an der Universität Vechta tätig. Dort übernahm er zunächst Lehraufgaben, bevor er 2016 den Titel eines außerplanmäßigen Professors im Studienfach Geographie erhielt. Born ist dort Direktor des Vechta Institute of Sustainability Transformation in Rural Areas (VISTRA) und Fachsprecher des Masterstudiengangs „Transformationsmanagement in ländlichen Räumen“. Seit 2025 ist er Dekan der Fakultät II.

## Forschungsschwerpunkte
Borns Forschung konzentriert sich auf die Geographie ländlicher Räume, insbesondere auf Transformationsprozesse nach politischen Systemwechseln sowie auf Eigentums- und Nutzungsrechte. Weitere Schwerpunkte sind Kulturlandschaftsforschung, Governance, Rechtsgeographie und die nachhaltige Regionalentwicklung.

## Werke

### Monographien
Born, K. M. (1996): Raumwirksames Handeln von Verwaltungen, Vereinen und Landschaftsarchitekten zur Erhaltung der Historischen Kulturlandschaft und ihrer Einzelelemente. Eine vergleichende Untersuchung in den nordöstlichen USA (New England) und der Bundesrepublik Deutschland. Dissertation, Georg-August-Universität Göttingen. ISBN 3-00-000625-7.
Born, K. M. (2007): Die Dynamik von Eigentumsrechten im ländlichen Raum Ostdeutschlands. Ein Beitrag zum rechtsgeographischen Ansatz. (= Erdkundliches Wissen 144). Stuttgart.

### Herausgegebene Sammelwerke (Auswahl)
Born, K. M.; Harteisen, U. (Hrsg.) (2022): Verantwortung und Governance in ländlichen Räumen. Göttingen.
Schmied, D.; Born, K. M.; Bombeck, H. (Hrsg.) (2014): Bildung im Dorf. Was leistet Bildung für ländliche Räume? (= RURAL 7). Göttingen.
Lacquement, G.; Born, K. M.; von Hirschhausen, B. (Hrsg.) (2012): Réinventer les campagnes en Allemagne. Lyon.
Schmied, D.; Born, K. M.; Bombeck, H. (Hrsg.) (2011): Aktive Dorfgemeinschaften. Partizipation und Bürgergesellschaft. (= RURAL 5). Göttingen.
Höchtl, F.; Born, K. M.; Plieninger, T. (Hrsg.) (2010): Landscape Change and Regional Identity. In: Landscape Research, 34 (4).
Born, K. M.; Fichtner, T.; Krätke, S. (Hrsg.) (2006): Chancen der EU-Osterweiterung für Ostdeutschland. Arbeitsmaterialien Nr. 321 der Akademie für Raumforschung und Landesplanung. Hannover.
Skowronek, E.; Woloszyn, W.; Spek, T.; Born, K. M. (Hrsg.) (2006): Cultural Landscapes of the Lublin Upland and Roztocze. Lublin.

### Ausgewählte Aufsätze
Born, K. M. (2022): Coworking-Spaces. In: Neu, C. (Hrsg.): Handbuch Daseinsvorsorge. Berlin, S. 158–167.
Born, K. M. (2021): Was verbindet sich mit dem Begriff der ländlichen Räume und welche Aspekte davon sind für Bildungsfragen von Bedeutung? In: Domsgen, M.; Klein, M. (Hrsg.): Evangelische Bildungsarbeit in ländlichen Räumen. Leipzig, S. 15–25.
Born, K. M.; Harteisen, U. (2021): Gemeinsam forschen für das Dorf. In: LandInForm, 1/2021, S. 48.
Schumacher, K. P.; Born, K. M. (2021): New Rural–Urban Relationships of Small Towns in North-Western Germany. In: Banski, J. (Hrsg.): The Routledge Handbook of Small Towns, S. 231–242.
Born, K. M. (2020): Leben auf dem Dorf zwischen Idylle und Tristesse. In: Krajewski, C.; Wiegandt, C.-C. (Hrsg.): Land in Sicht. Bonn, S. 157–169.

## Mitgliedschaften und Funktionen
- Direktor des Vechta Institute of Sustainability Transformation in Rural Areas (VISTRA)
- Fachsprecher des Masterstudiengangs „Transformationsmanagement in ländlichen Räumen“[1]
- Präsident der Permanent European Conference for the Study of the Rural Landscape (PECSRL)[3]
- Lehrbeauftragter und Betreuer im Bereich Kulturlandschaft, Rechtsgeographie und Regionalentwicklung